# Accademia Lituana di Musica e Teatro
L'Accademia lituana di musica e teatro (in lituano Lietuvos muzikos ir teatro akademija) a Vilnius, in Lituania, è un conservatorio statale che forma studenti interessati alla musica, al teatro e alle arti multimediali.

## Storia
Il compositore Juozas Naujalis fondò una scuola di musica nel 1919 a Kaunas, capitale provvisoria della Lituania nel periodo interbellico. Tale istituto fu riorganizzato nel Conservatorio di Kaunas nel 1933, mentre nel 1949 il Conservatorio di Kaunas e il Conservatorio di Vilnius, quest'ultimo fondato nel 1945, furono fusi nel Conservatorio statale lituano. La struttura venne poi ribattezzata in Accademia della musica della Lituania (LMA) nel 1992 e nel 2004 è diventata nota come Accademia lituana di musica e teatro (in acronimo LMTA).

## Programmi

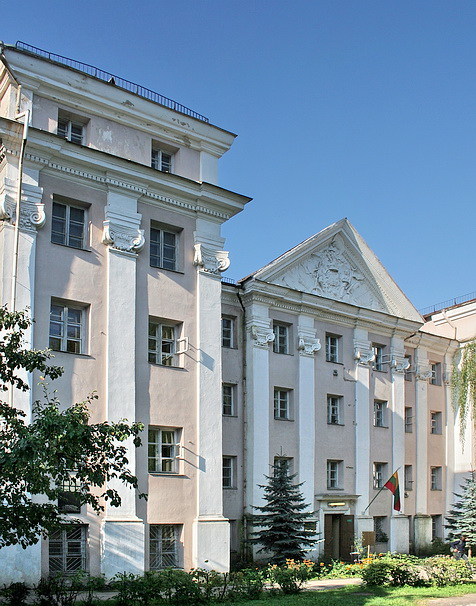
Il palazzo Sluško a Vilnius ospita un dipartimento dell'Accademia

Nel gennaio 2005 si contavano 1.167 studenti e un numero di dipendenti pari a 274 persone. Il suo rettore dal 2011 è il professor Zbignevas Ibelgauptas e la sede dell'Accademia si trova in viale Gediminas al numero civico 43.
L'Accademia rilascia i seguenti diplomi: Bachelor of Arts in musica, BA in teatro, BA in arti multimediali, Master of Arts in musica, MA in teatro, MA in arti multimediali, Ph.D. in Lettere e Filosofia per studenti di musicologia, etnomusicologia, teoria e storia del teatro e una licenza d'arte post laurea di 2 anni per artisti, compositori e registi. L'Accademia si impegna a "sviluppare la cooperazione internazionale e l'integrazione nella comunità accademica europea e globale, per sostenere e facilitare lo scambio di studenti e insegnanti e per garantire standard di alta qualità nell'istruzione superiore nelle arti".
Gli studenti e professori si esibiscono in oltre 400 concerti all'anno, partecipando a orchestre nazionali e internazionali, concerti internazionali, spettacoli, concorsi e festival. I concorsi e gli eventi internazionali sponsorizzati dall'Accademia includono il Concorso internazionale di violino Jascha Heifetz e un concorso internazionale per cantanti e pianisti-accompagnatori, tra gli altri. Co-sponsorizza la competizione internazionale di pianoforte e organo dedicata a M.K. Čiurlionis e ospita audizioni nazionali per la partecipazione all'Orchestra della gioventù dell'Unione Europea, il Coro internazionale e l'accademia orchestra di Stoccarda, l'International Holland Music Sessions e numerose altre audizioni per borse di studio.

## Collaborazioni internazionali
L'LMTA vanta accordi bilaterali con 72 istituzioni partner in tutta Europa nell'ambito del programma SOCRATES. Nel 2003 ha istituito un sistema di crediti paragonabile all'ECTS, il sistema europeo di accumulo e trasferimento di crediti.
Altri accordi bilaterali o multilaterali sono stati firmati con l'Accademia di musica statale bielorussa, il Conservatorio di Mosca e la sua Scuola di musica tradizionale slava, il Conservatorio statale di San Pietroburgo Rimsky-Korsakov e l'Università del Kansas.
Le attività artistiche dell'Accademia che coinvolgono di studenti e professori ammontano a oltre 400 concerti all'anno, incluse partecipazioni a orchestre nazionali e internazionali, concerti internazionali, spettacoli, concorsi e festival; concorsi ed eventi internazionali organizzati dall'Accademia (competizione Jascha Heifetz), la Competizione internazionale per cantanti e pianisti accompagnatori, la Competizione internazionale dei duettisti di piano, gli International Accordion and Folk Music Festivals, la Conferenza internazionale degli etnomusicologi e tanti altri.